# Gwanjeo-dong
Gwanjeo-dong (koreanska: 관저동) är en stadsdel i staden Daejeon i Sydkorea, i den centrala delen av landet, 150 km söder om huvudstaden Seoul. Den ligger i stadsdistriktet Seo-gu.

## Indelning
Administrativt är Gwanjeo-dong indelat i:
| Namn    | Namn               | Yta km² | Invånare 31 dec 2020 |
| ------- | ------------------ | ------- | -------------------- |
| 관저1동 | Gwanjeo 1(il)-dong | 1,04    | 15 873               |
| 관저2동 | Gwanjeo 2(i)-dong  | 4,59    | 50 955               |